# Luccio (araldica)
In araldica il  luccio è un pesce molto usato quale arma parlante. In molti casi simboleggia diritti di pesca.

## Posizione araldica ordinaria
Il luccio, come la maggior parte dei pesci, si rappresenta posto in fascia.

## Paesi e città che usano il luccio nel loro stemma

Luccio d'azzurro (Mantes-la-Ville, Francia)
di rosso, a tre lucci d'argento uno sull'altro (Hamm am Rhein, Ortsgemeinde di Verbandsgemeinde nel circondario di Alzey-Worms, Renania-Palatinato, Germania)
tre lucci posti in fascia uno sull'altro (Haukipudas, Finlandia)
D'azzurro, a tre lucci d'argento posti in fascia uno sull'altro (Luçon, Vandea, Francia)
Luccio d'argento curvato verso il canton destro della punta (Gimte, Hann. Münden, Bassa Sassonia, Germania)
Due lucci addossati d'azzurro (Uusikaupunki, Finlandia)
Due lucci addossati d'argento (Abádszalók, Gran Cumania, Ungheria)
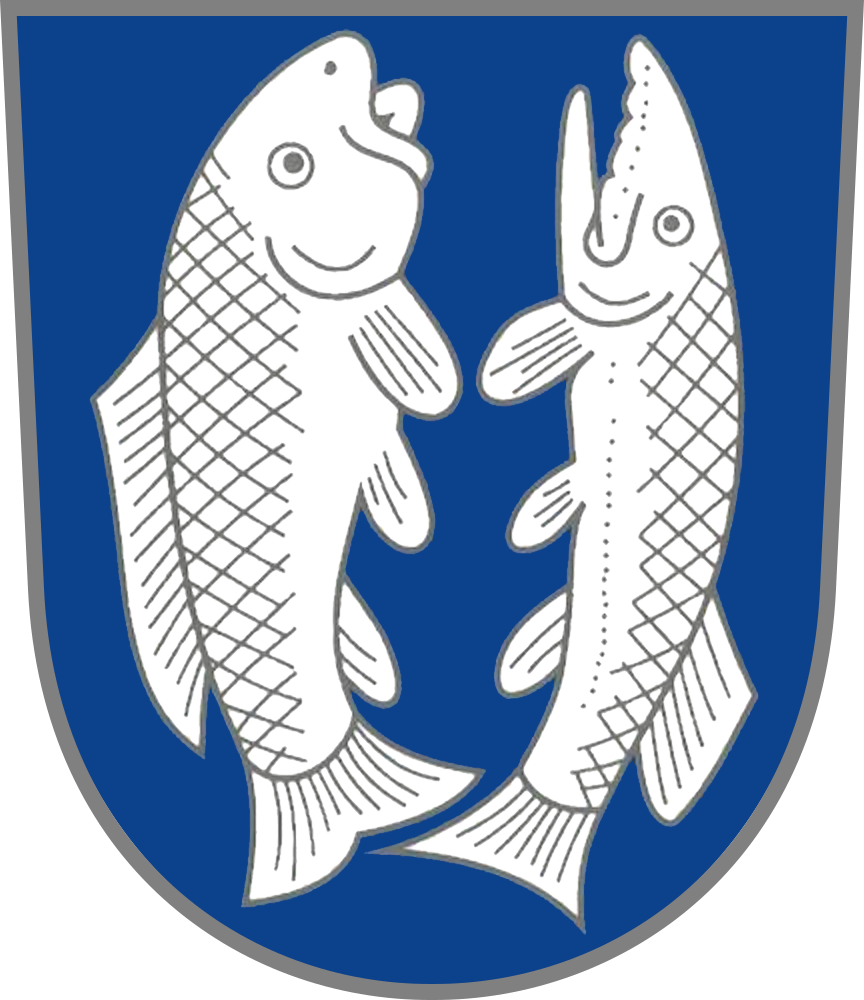
Una carpa e un luccio (Litovel, regione di Olomouc, Repubblica Ceca)
Un luccio e una tinca posti in palo e affrontati (Conselice, Ravenna, Italia)
Luccio in palo, rivoltato, al naturale (Luzzara, Reggio Emilia, Italia)
Crest del clan scozzese Ged. La testa del ged (termine diffuso nell'araldica scozzese per indicare il luccio[1]) nello stemma sembra essere un gioco di parole col nome del clan, ed è un caso di arma parlante